# パーマロイ
パーマロイ (英語: permalloy) は、Ni-Feの合金で初透磁率の大きいことを目的に作られた。名前の由来はpermeability（透磁率）+alloy（合金）による。
たとえば磁気ヘッド、継電器（リレー）の磁芯、零相変流器などの用途において必要な性能は、微少な磁場の変化に対して容易に応答することである。この用途にいろいろな合金が開発されている。
微量の他元素を添加することで様々な性質を与える事が出来、Ni、Feの他にMoを加えたスーパーマロイ(supermalloy)やCu、Crを加えたミューメタルなど別の名称をつけた合金もある。Nb、Ta等を添加して耐磨耗性を高めたハードパーマロイは磁気ヘッドに用いられる。

## 分類
Fe-Ni二元系合金ではNi含有量が78.5%付近の組成で磁気異方性と磁歪定数の両方が0に近くなるため初透磁率が最も大きくなる。狭義にはこの組成の合金をパーマロイと呼ぶ。広義のパーマロイと区別して78-パーマロイとも呼ばれる。またJIS規格ではパーマロイAと呼ばれる。
これよりNiの少ない組成では、透磁率は小さくなるものの飽和磁束密度が大きくなるため、用途に応じてNi含有量が36%の36-パーマロイ（JIS規格ではパーマロイD）、Ni含有量45%の45-パーマロイ（JIS規格ではパーマロイB）等が用いられる。
78-パーマロイにMo、Cu、Cr等を添加することで更に透磁率を上げることが出来る。これらはJIS規格ではパーマロイCと呼ばれる。最も高い透磁率を持つスーパーマロイはNi79%、Mo5%の組成である。
| JIS種類     | % Ni   | % Cu | % Mo   | Fe   |
| ----------- | ------ | ---- | ------ | ---- |
| パーマロイA | 78.5   | -    | -      | 残分 |
| パーマロイB | 42〜49 | -    | -      | 残分 |
| パーマロイC | 75〜78 | 4〜6 | -      | 残分 |
| パーマロイC | 75〜80 | 1〜6 | 3〜5   | 残分 |
| パーマロイC | 79〜82 | -    | 3.5〜6 | 残分 |
| パーマロイD | 36     | -    | -      | 残分 |